# Ejdern
L'Ejdern est un bateau à vapeur suédois dont la construction remonte à 1880. Transformé en navire musée, il effectue durant l'été des excursions régulières dans la région de Stockholm depuis son port d'attache de Södertälje.

## Histoire

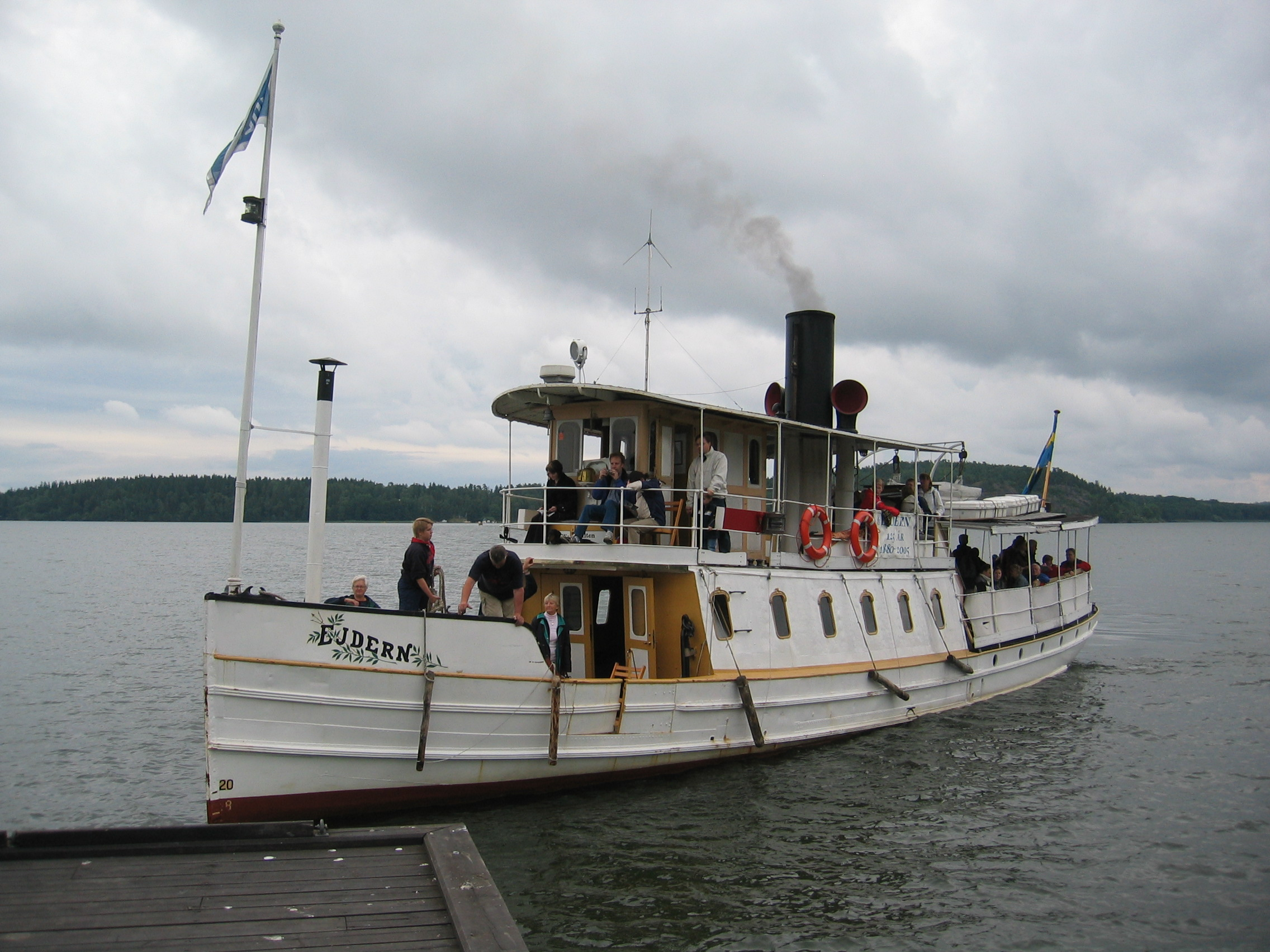
L'Ejdern sur le lac Mälar en juillet 2005.

L'Ejdern a été construit en 1880 aux chantiers navals de Göteborg en Suède. Pendant ses premières années, il navigue dans l'archipel de Göteborg puis, entre 1898 et 1905, il effectue des liaisons régulières avec le Roxen, un lac de l'Östergötland. Il visite également différents ports du sud de la Suède.
À partir de 1906, Södertälje devient le nouveau port d'attache du navire, qui se rend régulièrement à Mörkö dans l'archipel de Stockholm et transporte du fret dans l'est du lac Mälar. En 1957, le propriétaire de l'Ejdern, Rickard Fredmark, le vend à la ville de Södertälje. Le bateau est alors en très mauvais état, et n'est plus rentable. La ville décide de le couler au large de Landsort dans la mer Baltique.
En 1964, l'Ejdern est pourtant confié à l'association pour la conservation des navires anciens (suédois : Föreningen för bevarande av gamla båtar), de laquelle nait plus tard une structure destinée à la gestion exclusive du bateau, et qui en est aujourd'hui propriétaire. Depuis 1976, le bateau navigue autour de Södertälje, et depuis 1984 c'est de nouveau la chaudière à charbon qui lui fournit son énergie motrice. Selon les propriétaires du navire, l'Ejdern est le plus ancien bateau à vapeur au monde à être encore propulsé par sa chaudière d'origine. Le site de la commune de Södertälje est toutefois moins catégorique, affirmant simplement qu'il s'agit de l'un des plus vieux.
D'une capacité maximale de 90 passagers, le bateau navigue aujourd'hui essentiellement entre Södertälje et Adelsö via Birka. Il effectue aussi des liaisons ponctuelles entre Södertälje, Stockholm, Mariefred et Oaxen. Les excursions débutent en mai et se terminent à la mi-septembre.

## Sources
- (sv) Cet article est partiellement ou en totalité issu de l’article de Wikipédia en suédois intitulé « S/S Ejdern » (voir la liste des auteurs).

1. 1 2 3 4 5 6  (sv) Sveriges skeppslista 2010. Transportstyrelsen. 2010. p. 47-48.
2. ↑  Site officiel.
3. ↑  (sv) Ångfartyget Ejdern. Södertälje kommun.